# Pierre-Michel Le Conte
Pierre-Michel Le Conte est un chef d'orchestre français né le 6 mars 1921 à Rouen et mort le 16 octobre 2000 à Paris.

## Vie
À l'âge de cinq ans, Pierre-Michel Le Conte entre à la Maîtrise Saint-Evode de la cathédrale de Rouen. Puis il entreprend des études de piano et de violon à l'École normale de musique de Paris. Il termine ses études au Conservatoire de Paris avec un premier prix de basson, en 1944, puis un premier prix de direction d'orchestre, en 1947. 
Il occupe successivement les postes de directeur de la musique à Radio Nice, puis à Radio Toulouse de 1949 à 1950, avant de s'installer à Paris, où il dirige ponctuellement l'orchestre de la Société des concerts du Conservatoire. Mais c'est à la RTF  puis à ORTF) qu'il fait l'essentiel de sa carrière, dirigeant l'Orchestre national, l'Orchestre de chambre et surtout l'Orchestre radio-lyrique (spécialisé dans le répertoire lyrique), dont il devient le chef permanent de 1960 à 1973 après avoir été l'assistant de son premier chef, Eugène Bigot.
Professeur au Conservatoire de Paris, il a été également directeur du conservatoire à rayonnement communal du 7e arrondissement de Paris à partir de 1981.
Sa tombe se trouve au cimetière du Père-Lachaise (division 28).
Il est apparu dans le film de Claude Pinoteau Le Silencieux (1973).